# Bunium brevifolium
Bunium brevifolium é uma espécie de planta com flor pertencente à família Apiaceae. 
A autoridade científica da espécie é Lowe, tendo sido publicada em Transactions of the Cambridge Philosophical Society reimpr. 6: 21. 1838.

## Portugal
Trata-se de uma espécie presente no território português, nomeadamente no Arquipélago da Madeira.
Em termos de naturalidade é endémica da região atrás referida.

## Protecção
Encontra-se protegida por legislação portuguesa ou da Comunidade Europeia, nomeadamente pelo Anexo IV da Directiva Habitats e pelo Anexo I da Convenção sobre a Vida Selvagem e os Habitats Naturais na Europa.